# Tyngsjö
Tyngsjö is een plaats in de gemeente Malung-Sälen in het landschap Dalarna en de provincie Dalarnas län in Zweden. De plaats heeft ongeveer 30 inwoners. Sinds 1876 heeft Tyngsjö een kerk, Tyngsjö kyrka.